# Earfquake
Earfquake è un singolo del cantante statunitense Tyler, the Creator, pubblicato il 4 giugno 2019 come primo ed unico estratto dal quinto album in studio Igor.

## Descrizione
Il brano contiene la collaborazione non accreditata del rapper statunitense Playboi Carti ed è stato scritto dai due rapper e prodotto da Tyler, the Creator.
Sam Moore di NME ha descritto Earfquake come "una creazione R&B vertiginosa che potrebbe provenire solo dalla mente di Tyler".

## Video musicale
Il video musicale è stato pubblicato insieme all'album di provenienza il 17 maggio 2019. Il video si apre con un cameo di Tracee Ellis Ross nel ruolo di conduttore di un talk show, dopo Tyler sale sul palco, indossando un abito blu e una parrucca, inizia a ballare, cantare e suonare il piano fino a quando la sua sigaretta non prende fuoco, facendolo ustionare. Tyler quindi ritorna come pompiere per spegnere l'incendio.

## Classifiche

### Classifiche settimanali
| Classifica (2019) | Posizione massima |
| ----------------- | ----------------- |
| Australia         | 9                 |
| Austria           | 67                |
| Belgio (Fiandre)  | 49                |
| Canada            | 16                |
| Danimarca         | 18                |
| Francia           | 157               |
| Irlanda           | 18                |
| Lettonia          | 4                 |
| Lituania          | 5                 |
| Norvegia          | 32                |
| Nuova Zelanda     | 8                 |
| Paesi Bassi       | 78                |
| Portogallo        | 17                |
| Regno Unito       | 17                |
| Stati Uniti       | 13                |
| Svezia            | 59                |
| Svizzera          | 42                |
| Ungheria          | 31                |

### Classifiche di fine anno
| Classifica (2019) | Posizione |
| ----------------- | --------- |
| Lettonia          | 76        |